# Bülent Ersoy
Bülent Ersoy (ur. 9 czerwca 1952 w Stambule) – turecka transpłciowa piosenkarka, śpiewająca klasyczną muzykę osmańską. Dawniej zajmowała się także aktorstwem.

## Życiorys
Bülent Ersoy rozpoczęła karierę jeszcze jako mężczyzna (z wyglądu i budowy ciała). W 1981 roku przeszła operację korekty płci w Londynie. Po operacji postanowiła nie zmieniać swojego imienia (Bülent), mimo że jest to imię męskie.
Operacja korekty płci nie została uznana w jej kraju. Wysłała petycję do tureckiego sądu, aby można było rozpoznać ją, jako kobietę. Została jednak odrzucona w styczniu 1982 roku. Bülent przeszła przez nieudaną próbę samobójczą. Jej płeć została uznana dopiero w 1988 roku, kiedy to zmieniono Turecki Kodeks Cywilny.
W lutym 2008 roku wywołała kontrowersje, krytykując działania Tureckiej armii w Iraku, oraz mówiąc, że nie wysłałaby swoich synów na wojnę, jeśli byłaby matką. Oskarżono ją o podburzanie ludzi przeciwko wojsku. W grudniu 2008 została oczyszczona z zarzutów.

## Dyskografia

### Albumy
- 1971: Plaka (Plate)
- 1976: Toprak Alsın Muradımı (Let soil get my wish)
- 1978: Orkide 1 (Orchid 1)
- 1979: Orkide 2 (Orchid 2)
- 1980: Beddua (curse)
- 1980: Yüz Karası (Disgrace)
- 1981: Mahşeri Yaşıyorum (I live the Day of Judgement)
- 1983: Ak Güvercin (White Pigeon)
- 1983: Ne Duamsın Ne De Bedduam (You, neither my pray nor my curse)
- 1984: Düşkünüm Sana (I am Addicted to You)
- 1985: Yaşamak İstiyorum (I Want to Live)
- 1987: Suskun Dünyam (My Silence World)
- 1988: Biz Ayrılamayız (We cannot Break up)
- 1988: Anılardan Bir Demet (A Bunch of Memories)
- 1989: Öptüm (I kissed)
- 1991: Bir Sen, Bir De Ben (You and Me)
- 1992: Ablan Kurban Olsum Sana (Let your sister give her life for you)
- 1993: Sefam Olsun (Let it be my joy)
- 1994: Benim Dünya Güzellerim (My world beauties)
- 1995: Alaturka 95 (A la Turca '95)
- 1996: Akıllı Ol (Be smart)
- 1997: Maazallah (God forbid)
- 2000: Alaturka 2000 (A la Turca 2000)
- 2002: Canımsın (You are my soul)

## Filmografia
- 1980: Şöhretin Sonu (The end of fame)
- 1984: Acı Ekmek (Bitter Bread)
- 1985: Tövbekar Kadın (Repent Woman)
- 1985: Asrın Kadını (Women of century)
- 1985: Benim Gibi Sev (Love like me)
- 1986: Efkarlıyım Abiler (I am wistful, brothers)
- 1986: Yaşamak İstiyorum 1 (I want to live 1)
- 1986: Yaşamak İstiyorum 2 (I want to live 2)
- 1987: Kara Günlerim (My Black Days)
- 1988: Biz Ayrılamayız (We cannot Break up)
- 1989: İstiyorum (I want)